# تراسي سلوتر
تراسي سلوتر (بالإنجليزية: Tracey Slaughter)‏ (1972 في )؛ كاتِبة وشاعرة نيوزيلندية. درست في جامعة أوكلاند.